# 岡山寺
岡山寺（おかやまじ）は、岡山県岡山市北区にある天台宗の仏教寺院。山号は金光山（こんこうざん）。阿弥陀如来・千手観音・釈迦如来を本尊とする。中世以前は岡山城二の郭（現在の岡山市民会館近辺）にあった。

## 歴史
岡山寺の概要が詳しく書かれた寺伝「備陽記」によると、天平勝宝元年（749年）に報恩大師が勅命を奉じて四十八寺を開いた時、第二番として創立された。その後は荒廃したが、天暦年間には信源上人により中興した。また、もう一つの寺伝「岡山寺観世音由来記」によれば、から川（現:辛川）に当時横暴を働いていた野武士がおり、地中から千手観音を掘り出し、観音堂を建てたのが寺の開創という。
天文の頃には金光備前・金光宗高から格別の庇護を受け、宗高は比叡山から高僧を招くほどに気に入られたという。天正元年（1573年）に宇喜多直家が石山城に入城し城郭を修築する際、寺自体を城の西に移した。そして天正18年（1590年）には宇喜多秀家により山崎町へ、さらに慶長6年（1601年）には小早川秀秋により磨屋町に移された。慶安5年（1652年）、岡山寺と光珍寺の2寺に分割され、今日に至る。光珍寺は岡山寺のすぐ西、道路を挟んで向かい側に現存する。
昭和20年（1945年）6月29日の岡山空襲の時、本堂や如来堂、三王堂、客殿、庫裡が全焼し、残ったのは本尊ほか僅かばかりのものだけである。現在の堂宇は戦後のものである。

## 伽藍
- 本堂 - 十一面千手観世音菩薩を本尊として安置。
- 観音堂
- 常行堂 - 普賢菩薩を安置。

## 所在地
- 〒700-0826 岡山県岡山市北区磨屋町5番5号

## 交通アクセス
- 岡山電気軌道東山線柳川停留場から徒歩1分